# 니콜라스 블룸베르헌
니콜라스 블룸베르헌(네덜란드어: Nicolaas Bloembergen, 1920년 3월 11일~ 2017년 9월 5일)은 네덜란드계 미국인 물리학자다. 1981년에 노벨 물리학상을 수여받았다.
그는 1948년 레이던 대학교에서 박사 학위를 받았다. 그리고 하버드 대학교에서 박사 학위를 받으려고 공부하는 동안 매사추세츠 공과대학교의 에드워드 밀스 퍼셀 밑에서 대학원 연구 조교로 계약직으로 일했다. 그는 하버드 대학교의 응용 물리학 교수가 되었다.
블룸베르헌은 1938년 위트레흐트 대학교에 입학했으며 물리학을 전공했다. 그는 1945년 전쟁으로 황폐화된 네덜란드를 떠나 졸업을 위해 하버드 대학교로 왔다. 그가 도착하기 6주 전에, 에드워드 밀스 퍼셀은 그의 대학원생인 토레이와 파운드와 함께 핵자기공명을 발견했다. 그리고 블룸베르헌은 첫 핵자기공명 기계를 만들기 위해 고용되었다. 하버드에 있는 동안 그는 줄리언 슈윙거, 존 해즈브룩 밴블렉, 에드윈 크로우포드 켐블 등의 강의를 즐겨 들었다. 그리고 핵자기풀림에 관한 그의 논문이 레이든에서 자격 기준을 통과하였다. 네덜란드에서 C. J. 고터와 잠시 박사로 임명된 후에, 그는 1949년에 하버드의 명예교우회에 연구원으로 가입했고 1951년에는 교수 협회에 가입하였다.
그리고 1958년 그는 미국으로 귀화하였다.
1978년 그는 로렌츠 메달을 수여받았다. 그리고 1981년 아서 레너드 숄로, 카이 시그반과 함께 노벨 물리학상을 수여받았다.블룸베르헌과 숄로는 레이저 없이는 감지되지 않는 물질의 속성을 조사하고 있었다. 그는 이전의 찰스 하드 타운스의 메이저를 수정하였다. 그는 애리조나 대학교의 학부에 기여하고 있다.
블룸베르헌은 시초가 되는 조지프 존 톰슨의 학계인 다른 노벨상 수상자인 존 윌리엄 스트럿 레일리 (1904년 물리학상 수상자), 조지프 존 톰슨 (1906년), 어니스트 러더퍼드 (1908년 노벨 화학상 수상자), 오언 윌런스 리처드슨 (1928년 물리학상 수상자), 그리고 마지막으로 그의 스승인 에드워드 밀스 퍼셀 (1952년 수상자)의 발자취를 따랐다. 또한 그는 존 해즈브룩 밴블렉 (1977년 수상자), 퍼시 윌리엄스 브리지먼 (1946년 수상자)에게서도 영향을 받았다.
그는 '핵 과학자 잡지(Bulletin of the Atomic Scientists)'의 후원회의 회원이며 '비선형 광물리학과 재료(Journal of Nonlinear Optical Physics & Materials)'의 명예편집자이다.

## 수상
- 네덜란드 왕립 과학 아카데미의 통신 회원, 암스테르담, 1956년
- 미국 예술-과학 아카데미의 특별 회원, 1956년
- 인도 과학 아카데미의 외국인 명예 회원, 벵갈루루, 1978년
- 프랑스 과학 아카데미의 외국인 파트너, 파리, 1980년
- 구겐하임 펠로십, 1957년
- 올리버 버클리 상, 미국 물리회, 1958년
- IEEE 모리스 N.리에브만 기념상, 무선기술자협회, 1959년
- 스튜어트 발랜틴 메달. 프랭클린연구소, 필라델피아, 1961년
- 국립 과학상 훈장, 미 대통령, 1974년
- 로렌츠 메달, 네덜란드 왕립 과학 아카데미, 암스테르담, 1978년
- 프레드릭 이베스 메달, 미국광학회, 1979년
- 폰 험볼트 상급 과학자, 1980년
- 노벨 물리학상, 스톡홀름, 1981년
- 미국 공학한림원의 명예 회원, 1984년